# J·理查德·麦金托什
J·理查德·麦金托什（英語：J. Richard McIntosh，1939年9月25日—）是一位美国细胞生物学家，科羅拉多大學波德分校教授，专攻有丝分裂。麦金托什分别在1961年和1968年于哈佛大学获得本科和博士学位，1994年任美國細胞生物學學會会长，1999年当选美国国家科学院和美国文理科学院院士，2011年获E·B·威尔逊奖章。